# Frank Roberts (Fußballspieler)
Frank Roberts (* 3. April 1893 in Sandbach; † 23. Mai 1961) war ein englischer Fußballspieler.

## Sportlicher Werdegang
Roberts spielte in seinem Geburtsort für Sandbach Villa und die Sandbach Ramblers, ehe er zu Crewe Alexandra in die Football League wechselte. Vom seinerzeitigen Zweitdivisionär zog der Stürmer 1914 zu den Bolton Wanderers in die First Division weiter. Während der folgenden Unterbrechung des Ligaspielbetriebs aufgrund des Ersten Weltkriegs kam er als Gastspieler unter anderem bei West Ham United und dem FC Brentford zum Einsatz. Im Dezember 1916 schloss er sich dem Loyal North Lancashire Regiment an.
Nach Wiederaufnahme des Ligaspielbetriebs lief Roberts weiterhin für den Erstligisten Bolton Wanderers auf. Im Frühherbst 1922 verstieß er gegen die seinerzeitigen internen Klubregeln, wonach kein Spieler in die Leitung eines Gastwirtschaftsbetriebs involviert sein darf, als nach seinem vergeblichen Streben nach einer Gastwirtschaftslizenz seine Ehefrau eine entsprechende Lizenz erhalten hatte. Daraufhin wurde er nach bis dato 157 Erstligaspielen und 79 Toren für den Klub zunächst suspendiert und am 19. Oktober des Jahres für eine Ablösesumme von 3400 Pfund Sterling (heute: 197.604 Pfund Sterling) zum Ligarivalen Manchester City transferiert. Schnell etablierte er sich bei seinem neuen Klub in der Angriffsreihe neben Horace Barnes und Tommy Johnson. Nach dem Abschied Horace' 1924 etablierte er sich als Mittelstürmer und krönte sich in der Spielzeit 1924/25 mit 31 Saisontoren zum Torschützenkönig. In der Folge wurde er im Saisonverlauf erstmals in die englische Nationalmannschaft berufen, in der er beim 4:0-Erfolg über Belgien am 8. Dezember des Jahres debütierte. Im folgenden Frühjahr erzielte er beim 2:1-Auswärtssieg bei Wales im Rahmen der British Home Championship 1924/25 seine einzigen beiden Länderspieltreffer. Entsprechend blieb er im direkten Duell mit Schottland um den Turniersieg Anfang April des Jahres bei der 0:2-Niederlage ebenso ohne Treffer wie beim letzten seiner vier internationalen Spielen beim 3:2-Auswärtserfolg über Frankreich nach Toren von Vivian Gibbins, Arthur Dorrell sowie einem Eigentor von Philippe Bonnardel. Die folgende Spielzeit verlief zwiegespalten: In der Meisterschaft verpasste er mit dem Klub den Klassenerhalt und stand dennoch knapp vor einem Titelgewinn, als er zum Erreichen des Endspiels im Wettbewerb um den FA Cup 1924/25 neun Tore beitrug. Im von Isaac Baker geleiteten Finalspiel im Wembley-Stadion blieb er ebenso wie die Mannschaftskollegen rund um Mannschaftskapitän Jimmy McMullan ohne Torerfolg, David Jack führte mit dem einzigen Treffer des Tages seinen Ex-Klub Bolton Wanderers zum zweiten Pokalsieg des Vereinsgeschichte. Nach einem dritten Tabellenplatz im ersten Jahr war er mit 20 Saisontoren maßgeblich an der Zweitligameisterschaft in der Zweitligasaison 1927/28 beteiligt. Dennoch rückte er insbesondere nach den Verpflichtungen von Eric Brook und Fred Tilson zunehmend ins zweite Glied, nach dem Aufstieg bestritt er nur 14 Meisterschaftsspiele und erzielte dabei sechs Tore. Nach 237 Meisterschaftsspielen und 130 Ligatoren ließ er im Non-League football seine Karriere bei Manchester Central und ab Juli 1930 bei Leigh Genesis ausklingen. Anschließend blieb er als Gastwirt tätig.